# Alexandra Rodríguez de Ruiz
Alexandra Rodríguez de Ruiz posa para a câmera vestindo uma blusa típica de Chiapas
Alexandra Rodríguez de Ruiz, também conhecida como Alexandra Byerly (Cidade do México, 14 de outubro de 1962), é uma escritora, tradutora, pesquisadora e consultora transgênero em questões de sexualidade e gênero, além de ativista transfeminista de direitos humanos. Ela é cofundadora da El/La para Translatinas, uma organização sem fins lucrativos que apoia pessoas transgênero latinas em São Francisco, Califórnia. Utiliza a arte performática como meio para denunciar e destacar a violência transfóbica, capitalista, racista e imigratória. Seu trabalho foi reconhecido por meio de diversos prêmios nacionais e internacionais.

## Biografia
No final dos anos 70, durante a adolescência, ela migrou para os Estados Unidos, cruzando a fronteira como indocumentada, fugindo da perseguição, hostilidade e violência que as pessoas trans viviam naquela época no México.
Estudou psicologia no City College de São Francisco. Concluiu o treinamento em Educação Trans e Assistência para Capacitação em Saúde Trans (TEACH) em Bangcoc, Tailândia. Concluiu os estudos de Literatura e Redação na Universidade El Claustro de Sor Juana, no Centro Histórico da Cidade do México e possui uma certificação da Universidade de Dayton, Ohio como instrutora de inglês TEFL.
É consultora e pesquisadora independente em temas de sexualidade e gênero, escritora publicada na Espanha, México e Estados Unidos, além de professora de inglês e tradutora. Atualmente é diretora da La Jauría Trans, coletivo virtual para as comunidades TRANS e Não Binárias da Cidade do México.

### Ativismo

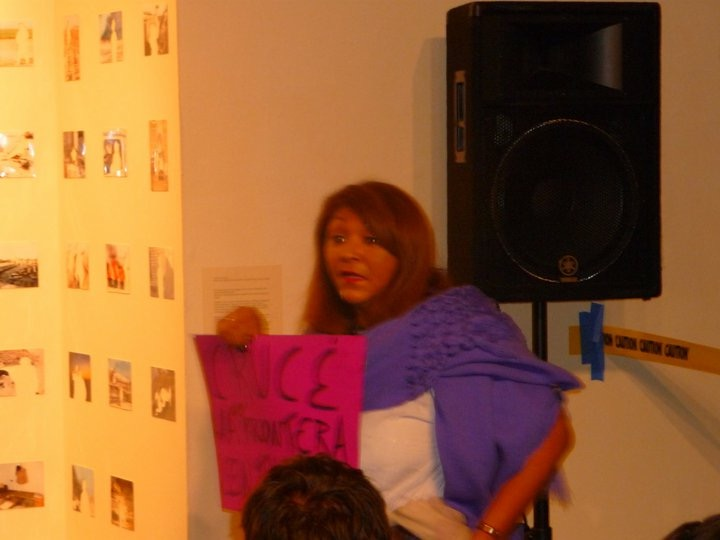
Alexandra Rodríguez (2007) em sua performance Crucé la frontera en tacones durante o evento Queer Rebelion na galeria La Raza em San Francisco, Califórnia

Enquanto trabalhava em um aeroporto em Los Angeles, soube que sua amiga de infância, Ana Fernández, havia sido assassinada na cidade de São Francisco. Esse fato impactou sua vida de tal forma que ela decidiu se mudar para São Francisco visando se tornar ativista em prol das pessoas trans. Em entrevista, ela descreve seus motivos:
É claro que a vitimização das pessoas trans não termina quando elas são assassinadas ou violentadas, mas os meios de comunicação também se encarregam de revitimizá-las: usando o nome antigo, o gênero errado, estereótipos... Quando assassinaram minha amiga, não paravam de chamá-la de “viciada em drogas, prostituta”; e, além disso, ela era uma pessoa que lutava, estava tentando superar sua vida e melhorar como pessoa: estudando, tentando deixar o trabalho sexual... Isso me tocou muito. E eu me sinto afortunada, tenho trabalho, sou legalmente casada, legalmente sou uma mulher. Todo esse questionamento me fez começar a defender as pessoas transmigrantes.
Em 2006, com a ativista Isa Noyola e a professora Marcia Ochoa, fundou em São Francisco, Califórnia, El/La para Trans Latinas. Colaborou nessa organização até 2011.

#### Translatinas
Ela cunhou o termo Translatinas para se referir às pessoas trans, as que apoiava na organização El/La para Trans Latinas. Esse termo começou a ser usado porque era difícil se referir às participantes como transgêneras, mulheres trans ou meninas trans; então, ela começou a chamá-las de Translatinas como uma forma de homenagear o fato de todas serem latino-americanas que haviam migrado para os Estados Unidos. Com o tempo, esse termo se tornou sinônimo de empoderamento para quem o usa, por ser considerado uma forma de respeito, visibilidade e reconhecimento como um grupo de mulheres que lutam por seus direitos.

### Retorno ao México
Depois de 34 anos morando nos Estados Unidos, ela decidiu voltar para a Cidade do México, com a intenção de ficar por dois anos para escrever um livro autobiográfico. Após ver as condições precárias e violentas que o país oferece às mulheres e às pessoas trans, decidiu viver permanentemente para continuar com o seu ativismo, agora no México. Desde o seu regresso, continuou o seu trabalho como educadora, pesquisadora, consultora e ativista pelos direitos humanos, especializada em sexualidade e gênero.
Desde 2021, atua como diretora do programa Jauría Trans, um programa que apoia todas as populações sob o espectro trans e não binário por meio das redes sociais, oferecendo acompanhamento aos serviços disponíveis para o empoderamento e bem-estar de nossas comunidades.

## Obra artística

Capa do livro Atravessei a Fronteira de Salto Alto: Crônicas de uma TRANSgressora, publicado na Espanha pela Editora Egales

Por meio de suas obras, escritos e performances, Alexandra tenta visibilizar, denunciar e criar um diálogo, explorando suas vivências e experiências como mulher trans, migrante e latina. Ela considera isso uma ferramenta fundamental para seu trabalho como ativista dos direitos humanos.
Em 2007, começou a fazer performances políticas em São Francisco, Califórnia, em um evento chamado Queer Rebelion, onde relatou sua experiência ao cruzar a fronteira Estados Unidos–México. Posteriormente, dirigiu e produziu diversos eventos artísticos voltados para mulheres trans latinas, bem como para a comunidade LGBTTI+.
Em 2016, colaborou em uma antologia intitulada Trans Studies: The Challenge to Hetero/Homo Normativities, com a qual busca criar uma ponte entre a academia e o ativismo.
Posteriormente, em 2023, publicou um livro autobiográfico intitulado Crucé la frontera en tacones (Egales, Madri), no qual relata sua fuga do México através da fronteira com os Estados Unidos, onde teve que criar uma vida do zero.

### Crônica autobiográfica
- 2023: Crucé la frontera en tacones. Crónicas de una TRANSgresora

### Ensaios
Publicou vários ensaios na Espanha, no México e nos Estados Unidos. Entre eles estão:
- 2023: Alexandra R. DeRuiz / Nota introductoria de Lía García
- 2019: Un grito colectivo
- 2018: La cultura trans: afrontando retos y resistiendo al estigma desde la mirada del activismo.[13]
- 2018: Jotas, vestidas, cuinas, locas y mariposas: historias del movimiento trans en la ciudad de México.[14]
- 2017: Queers resisting Trump and white supremacy in Mexico City.[15]

### Performances

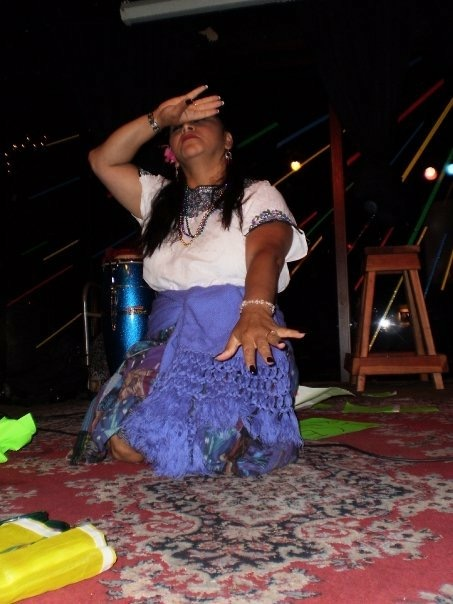
Alexandra Rodríguez em uma de suas apresentações em São Francisco, Califórnia

- 2020: Un grito queer transmigrante. [16]
- 2015: A Los 41 Nos Faltan 43: Un Grito Queer por Ayotzinapa.
- 2008: Fabul-8. Foi um evento de música, poesia, teatro e artes visuais protagonizado por mulheres trans sobreviventes de violência, dependência química, trabalho sexual e HIV.
- 2007: Crucé la frontera en tacones.
- 2007: Ángeles y Nubes; Historias de Sobrevivencia en Los Tiempos de Durazo.

## Reconhecimentos
Seu trabalho como ativista foi reconhecido em várias ocasiões e por diversas instituições. Entre elas estão:
- 2019: Compton’s Riots Transgender Pioneer Award. Concedido pelo Compton's Transgender Cultural District, em reconhecimento ao seu legado como ativista das pessoas trans latinas.[17]
- 2011: Prêmio Vanguarda, concedido pelo The Transgender Law Center. Em reconhecimento ao seu trabalho para promover os direitos legais das pessoas transgênero na cidade de São Francisco, Califórnia.
- 2009: Reconhecimento especial concedido pelo Bay Area National Latino AIDS Awareness Day por seu trabalho na defesa dos direitos e da saúde das pessoas trans latinas.